# Crepicardus fleutiauxi
Crepicardus fleutiauxi is een keversoort uit de familie kniptorren (Elateridae). De wetenschappelijke naam van de soort is voor het eerst geldig gepubliceerd in 1975 door Girard. De soort werd genoemd naar de Franse entomoloog Edmond Fleutiaux.